# Куцін Володимир Семенович
Володи́мир Семе́нович Ку́цін (нар. 14 травня 1950, м. Сизрань) — український промисловець, фахівець у галузі металургії, громадський діяч. Повний кавалер ордена «За заслуги». Заслужений металург України (2002).

## Біографія
09.1967-10.1972 — Дніпропетровський металургійний інститут
10.1973-09.1974 — інженер прокатного відділу Дніпропетровського інституту чорної металургії
10.1974-07.1985 — майстер листопрокатного цеху Дніпропетровського металургійного заводу ім. Комінтерну
07.1985-12.1986 — старший майстер листопрокатного цеху Дніпропетровського металургійного заводу ім. Комінтерну
01.1987-07.1989 — представник органу держприйомки сортопрокатного цеху Дніпропетровського металургійного заводу ім. Петровського
08.1989-10.1990 — заступник начальника технічного відділу Дніпропетровського метзаводу ім. Комінтерну
10.1990-01.1993 — заступник начальника трубозварювального цеху Дніпропетровського метзаводу ім. Комінтерну
01.1993-02.1995 — начальник трубозварювального цеху Дніпропетровського металургійного заводу ім. Комінтерну
02.1995-04.1998 — перший заступник голови правління-головний інженер ВАТ «Дніпропетровський металургійний завод ім. Комінтерну»
04.1998-05.1999 — голова правління-директор ВАТ «Новомосковський трубний завод»
05.1999-11.1999 — заступник голови-начальник управління гірничо-металургійного комплексу Дніпропетровської обласної державної адміністрації"
12.1999-06.2022 — голова правління, директор заводу, генеральний директор заводу АТ «Нікопольський завод феросплавів»
Кандидат технічних наук зі спеціальності «Процеси та машини обробки тиском» (13.02.2002).
Доктор технічних наук зі спеціальності «Металургія чорних і кольорових металів та спеціальних сплавів». Тема дисертації: «Теоретичне узагальнення, дослідження і розробка ресурсо- енергозберігаючих процесів і технологій виробництва марганцевих феросплавів у високопотужних електропечах» (26.09.2012).
Почесний громадянин м. Нікополь (17.08.2010).

## Громадська діяльність
У період 2002—2006 рр. депутат Дніпропетровської обласної ради IV скликання. У період 2006—2010 рр. — депутат Нікопольської міської ради V скликання. У період 2010—2015 рр. — депутат Дніпропетровської обласної ради VI скликання. З грудня 2015 р. — депутат Дніпропетровської обласної ради VII скликання. З 2012 року — член Національного олімпійського комітету України. З жовтня 2018 року — голова Піклувальної ради Національної металургійної Академії.

## Нагороди, звання, відзнаки
- Подяка Президента України у 2000 році
- Нагрудний знак «За розвиток регіону» (Розпорядження голови Дніпропетровської облдержадміністрації від 11.05.2000);
- Почесна грамота Кабінету Міністрів України № 2445 від 13.06.2001;
- Почесне звання «Заслужений металург України» (Указ Президента України № 232 від 13.03.2002),
- Звання «Кращий роботодавець року» (Розпорядження КМУ № 82-р від 28.02.2002),
- Орден «За заслуги» ІІІ ст. (Указ Президента України № 802/2004 від 15.07.2004)[1],
- Почесний знак Дніпропетровської обласної ради «За розвиток місцевого самоврядування» (2006 р.),
- Орден «За заслуги» ІІ ст. (Указ Президента України № 549/2007 від 22.06.2007)[2],
- Лауреат премії ім. З. І. Некрасова (2009 р.),
- Почесний громадянин м. Нікополя (Рішення Нікопольської міської ради від 17.08.2010 № 1-49/V)[3],
- Орден «За заслуги» І ст. (Указ Президента України № 417/2012 від 27.06.2012)[4],
- Почесна грамота Верховної Ради України (2013 р.),
- Почесна відзнака голови Дніпропетровської обласної ради (Розпорядження голови Дніпропетровської облради № 59-р від 30.04.2015),
- Лауреат Державної премії в галузі науки і техніки 2014 (Указ Президента України № 686/2015 від 08.12.2015,
- Почесна відзнака Нікопольської міської ради «Честь і слава» (Рішення Нікопольської міської ради від 26.02.2016 № 4-5/VII),
- Орден князя Ярослава Мудрого V ступеня (2020 р.)[5].